# Kayla Sanchez
Kayla Sanchez (Scarborough, 7 aprile 2001) è una nuotatrice canadese naturalizzata filippina.

## Biografia
Nasce a Scarborough, sobborgo di Toronto, da genitori filippini emigrati in Canada.

## Palmarès
- Giochi olimpici

Tokyo 2020: argento nella 4x100m sl e bronzo nella 4x100m misti.
- Mondiali

Gwangju 2019: bronzo nella 4x100m sl e nella 4x200m sl.
Budapest 2022: argento nella 4x100m sl e nella 4x100m sl mista, bronzo nella 4x200m sl e nella 4x100m misti.
- Mondiali in vasca corta

Abu Dhabi 2021: oro nella 4x100m sl, nella 4x200m sl e nella 4x50m sl mista, argento nella 4x100m misti.
- Campionati panpacifici

Tokyo 2018: bronzo nella 4x100m sl e nella 4×200m sl.
- Giochi del Commonwealth

Gold Coast 2018: argento nella 4x100m sl e nella 4×200m sl.
- Mondiali giovanili

Indianapolis 2017: oro nella 4x100m sl, nella 4x200m sl e nella 4x100m misti, argento nei 200m misti e bronzo nei 100m sl.

## Primati personali
I suoi primati personali in vasca da 50 metri sono:
- 50 m stile libero: 24"68 (2021)
- 100 m stile libero: 53"12 (2021)
- 200 m stile libero: 1'57"23 (2018)
- 50 m dorso: 28"12 (2019)
- 100 m delfino: 59"78 (2021)
- 200 m misti: 2'12"64 (2017)

I suoi primati personali in vasca da 25 metri sono:
- 50 m stile libero: 23"71 (2019)
- 100 m stile libero: 51"45 (2018)
- 200 m stile libero: 1'52"59 (2018)
- 100 m misti: 57"80 (2018)
- 200 m misti: 2'04"64 (2018)

## International Swimming League
| Stagione 2019   | stagione 2020 | Stagione 2021  |
| --------------- | ------------- | -------------- |
| Energy Standard | -             | Toronto Titans |